# Laguna (Belize)
Laguna (auch: Lagoona) ist ein Ort im Toledo District von Belize. 2010 hatte der Ort 257 Einwohner, hauptsächlich Angehörige des Volkes der Kekchí.

## Geografie
Der Ort liegt ziemlich abgelegen am Rande des Aguacaliente Wildlife Sanctuary an der Aguacaliente Lagoon. Die einzige Straßenverbindung führt nach Westen zum Southern Highway in der Nähe der Machaca Forest Station, beziehungsweise Yemeri Grove etwas weiter südlich.
Die Einwohner sind von San Miguel zugezogen.
Im Norden erstreckt sich das Machaca Forest Reserve und im Süden erhebt sich im Urwald der Rio Grande Hill (190 m, ⊙).

## Klima
Nach dem Köppen-Geiger-System zeichnet sich Laguna durch ein tropisches Klima mit der Kurzbezeichnung Af aus.